# 國泰信義經貿大樓
國泰信義經貿大樓（英語：Cathay XinYi Economic and Trade Building）是臺灣臺北市的一幢摩天大樓，位於臺北市信義區信義路五段106、108號。由國泰人壽投資興建，三井工程股份有限公司營造，太漢建築師事務所設計、監造。樓高49.95公尺，共地上12層、地下4層，2003年6月13日落成。

## 概要
國泰信義經貿大樓所屬的土地為信義計畫區D5地號。

## 樓層用途及進駐企業
| 使用樓層 | 用途                                                                                        |
| -------- | ------------------------------------------------------------------------------------------- |
| 12       | 美商默沙東藥廠股份有限公司                                                                  |
| 11       | 美商默沙東藥廠股份有限公司 台灣英特威動物藥品股份有限公司 大陸商中國建設銀行股份有限公司    |
| 10       | 風睿能源股份有限公司                                                                        |
| 9        | 美商摩根大通銀行股份有限公司台北分公司 施羅德證券投資信託股份有限公司                       |
| 8        | 美商摩根大通銀行股份有限公司台北分公司                                                      |
| 7        | 寶僑家品股份有限公司                                                                        |
| 6        | 國泰證券投資顧問股份有限公司 新加坡商宜睿智慧股份有限公司台灣分公司 風睿能源股份有限公司    |
| 5        | 吉恩立數位科技股份有限公司                                                                  |
| 4        | 愛茉莉太平洋股份有限公司 美商彭博新聞有限公司台北分公司                                     |
| 3        | 美商摩根大通銀行股份有限公司台北分公司                                                      |
| 2        | 英國文化協會 新加坡商宜睿智慧股份有限公司台灣分公司 香奈兒有限公司 華納國際音樂股份有限公司 |
| 1        | 商辦大廳 星巴克信義經貿門市 國泰世華商業銀行松勤分行 大陸商中國建設銀行股份有限公司         |
| B1       | 國泰世華藝術中心                                                                            |
| B2       | 地下停車場                                                                                  |
| B3       | 地下停車場                                                                                  |
| B4       | 地下停車場                                                                                  |